# Каротаж потенціалів самочинної поляризації
Каротаж потенціалів самочинної поляризації (ПС), (від франц. carotte — буровий керн; від лат. potentia — сила; від лат. polus; від грец. πόλος — вісь) (рос.каротаж потенциалов самопроизвольной поляризации (ПС); англ. spontaneous-polarization (self-potential, SP) logging; нім. Potentialmessung f des Eigenpotentials) — один з основних методів електричного каротажу, оснований на вимірюванні потенціалів самочинної поляризації, тобто на вивченні природного стаціонарного електричного поля у свердловинах (утворення якого пов'язане з фізико-хімічними процесами, які проходять на поверхнях розділу свердловина — породи і між пластами різної літології).
Він дає змогу вирішити широке коло задач, пов'язаних з вивченням літології порід, встановленням меж пластів, проведенням кореляції розрізів, виділенням в розрізах порід колекторів, визначенням мінералізації пластових вод і фільтрату промивної рідини, визначенням коефіцієнта глинистості, пористості, проникності і нафтогазонасиченості порід.